# 171171 Prior
171171 Prior este o planetă minoră (asteroid) din centura de asteroizi. A fost descoperită pe 10 aprilie 2005 la Mount Lemmon⁠(d) de Mount Lemmon Survey⁠(d). 
Obiectul prezintă o orbită caracterizată de o semiaxă mare de 2,6185578537668 UAi, o excentricitate de 0,2, o înclinație de 11,1 ° în raport cu ecliptica.